# Niviventer cremoriventer
Niviventer cremoriventer es una especie de roedor de la familia Muridae, llamado vulgarmente rata de árbol de cola oscura.

## Distribución geográfica
Se encuentra en Indonesia, Malasia, Birmania, y  Tailandia.